# 蕭得華

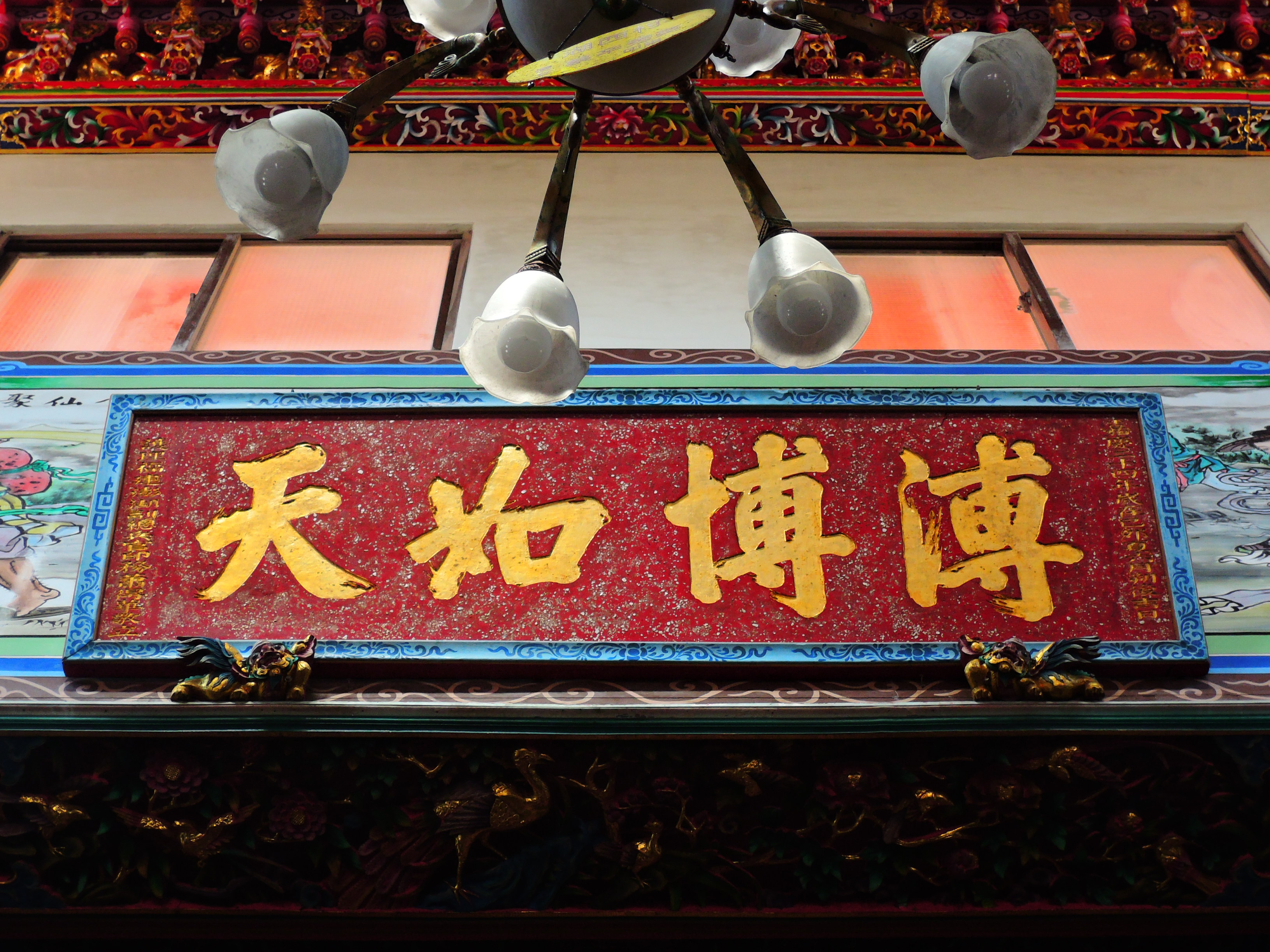
匾詞：「溥博如天」；上款：「嘉慶二十四年歲在己卯夏六月朔後吉日」、下款：「護理福建澎湖副總兵官印務蕭得華敬立」今供奉於台灣澎湖縣湖西鄉北寮村的保安宮。

蕭得華為中國清朝武官官員，本籍福建。行伍出身。

## 生平
蕭得華於1816年（嘉慶21年）奉旨接替郭繼青，於台灣地區擔任澎湖水師協副將。而隸屬台灣鎮之下的此官職職等為正二品，是台灣清治時期的這階段，扼守台灣海峽的重要武將，並統帥兩標水營，數千名水師兵勇。
| 前任： 郭繼青 | 澎湖水師協副將 1816年上任 | 繼任： 莊秉元 |

| 前任： 陳一凱 | 澎湖水師協副將 1818年上任 | 繼任： 熊廷揚 |